# جانگ ده جیانگ
جانگ ده جیانگ (张德江؛ زادهٔ ۱ نوامبر ۱۹۴۶) سیاست‌مدار چینی و از مقامات عالی رتبهٔ حزب کمونیست چین است. او  به عنوان رئیس کمیتهٔ دائمی کنگره ملی خلق، که مشابه رئیس مجمع ملی در دیگر کشورهاست مشغول به فعالیت است. او همچنین عضو رتبه سوم کمیته دائمی پلیتبوروی حزب کمونیست چین، معاون رئیس کمیسیون امنیت ملی و عالی‌ترین مقام مسئول امور هنگ کنگ و ماکائو است. جانگ فارغ‌التحصیل اقتصاد از دانشگاه کیم ایل سونگ کره شمالی است.